# آرمادیل، وست لوتیان
آرمادیل، وست لوتیان (به انگلیسی: Armadale, West Lothian) یک شهرک در اسکاتلند است که در لوتیان غربی  واقع شده‌است. آرمادیل ۹٬۰۶۳ نفر جمعیت دارد.